# Kościółek (Zamczysko)
Kościółek lub Zamczysko – wzniesienie na Roztoczu Środkowym, w pobliżu ujścia strugi Jeleń do rzeki Tanwi. Na mapie Geoportalu opisane jest jako łąka. Administracyjnie znajduje się w granicach wsi Susiec w województwie lubelskim, w powiecie tomaszowskim, w gminie Susiec. Ma wysokość 246 m n.p.m. i wznosi się około 20 m powyżej lustra wody na rzece Tanew.

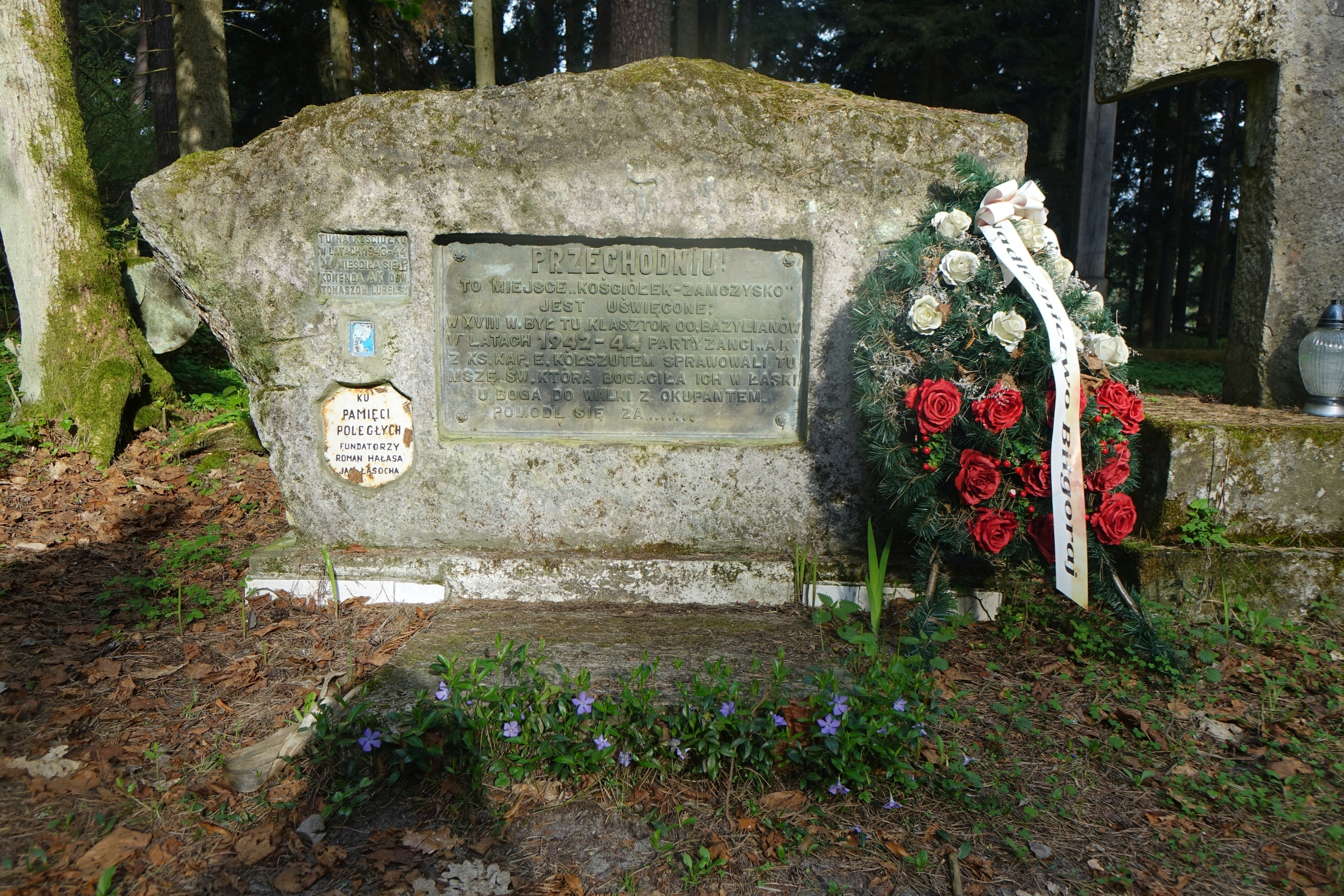
Pomnik

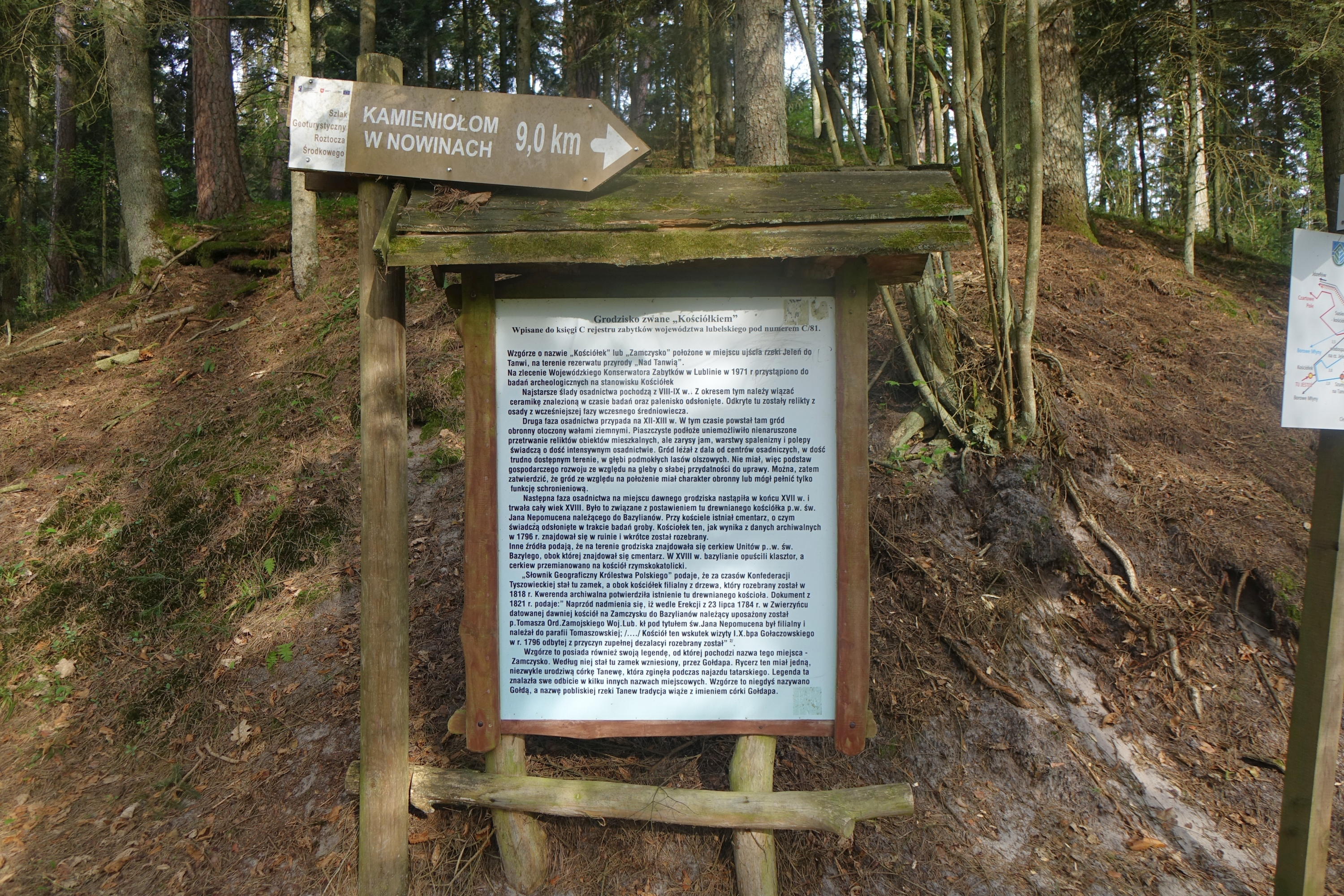
Tablica informacyjna

Kościółek znajduje się na terenie rezerwatu przyrody Nad Tanwią w Parku Krajobrazowym Puszczy Solskiej i obecnie porośnięty jest lasem. W czasie badań archeologicznych na wzniesieniu odkryto ślady osadnictwa, najstarsze pochodzą z VII–IX wieku naszej ery. W wieku XII–XIII na szczycie powstał gród obronny. Znajdował się z dala od obszarów zamieszkanych, na trudno dostępnym terenie i otoczony był ziemnymi wałami. Miał znaczenie tylko jako kryjówka, gdyż w jego pobliżu nie było warunków do uprawy ziemi. W XVII i XVII wieku wybudowano tutaj klasztor i drewniany kościół pod wezwaniem św. Jana Nepomucena, związany z zakonem bazylianów. Obok kościoła był cmentarz. W 1796 r. kościół był już w stanie ruiny. W XVIII wieku bazylianie opuścili klasztor, a kościół został rozebrany.
Słownik Geograficzny Królestwa Polskiego podaje, że w czasie Konfederacji Tyszowieckiej na wzniesieniu Kościółek (Zamczysko) stał zamek, a obok niego drewniany kościół, rozebrany w 1821 r. Według legendy zamek postawiony był przez rycerza Gołdapa. Miał on jedną, bardzo piękną córkę, która zginęła podczas najazdu mongolskiego. Od nazwiska tego rycerza pochodzi dawna nazwa wzniesienia (Gołda) i kilka miejscowych nazw geograficznych.
W latach 1942–1944 na wzniesieniu Kościółek dla partyzantów Armii Krajowej odprawiana była msza polowa. Wydarzenie to upamiętnia zamontowany na wzniesieniu pomnik.
Przez Kościółek prowadzi znakowany szlak turystyki pieszej:
 Szlak Szumów: Susiec – Rebizanty (rez. „Nad Tanwią”) – Źródełko Miłości – Kościółek – Uroczyska Puszczy Solskiej – Wodospad na Jeleniu – Susiec.